# Squadra paraguaiana di Fed Cup
La squadra paraguayana di Fed Cup rappresenta il Paraguay nel torneo tennistico Fed Cup, ed è posta sotto l'egida della Federación Paraguaya de Tenis.
Essa partecipa alla competizione dal 1991 e ad oggi il suo miglior risultato consiste nel raggiungimento degli spareggi per il Gruppo Mondiale II nell'edizione del 1995.

## Risultati
| = Incontro del Gruppo Mondiale |

### 2010-2019
| Anno | Turno                         | Data         | Sede                  | Avversario | Punteggio | Esito     |
| ---- | ----------------------------- | ------------ | --------------------- | ---------- | --------- | --------- |
| 2010 | Gruppo I, Fase a gironi       | 3 febbraio   | Lambaré (PRY)         | Cile       | 2 – 1     | Vittoria  |
| 2010 | Gruppo I, Fase a gironi       | 4 febbraio   | Lambaré (PRY)         | Bolivia    | 3 – 0     | Vittoria  |
| 2010 | Gruppo I, Fase a gironi       | 5 febbraio   | Lambaré (PRY)         | Colombia   | 1 – 2     | Sconfitta |
| 2010 | Gruppo I, Playoff 3º-4º posto | 6 febbraio   | Lambaré (PRY)         | Brasile    | 2 – 0     | Vittoria  |
| 2011 | Gruppo I, Fase a gironi       | 2 febbraio   | Buenos Aires (ARG)    | Perù       | 1 – 2     | Sconfitta |
| 2011 | Gruppo I, Fase a gironi       | 3 febbraio   | Buenos Aires (ARG)    | Argentina  | 2 – 1     | Vittoria  |
| 2011 | Gruppo I, Fase a gironi       | 4 febbraio   | Buenos Aires (ARG)    | Bolivia    | 2 – 1     | Vittoria  |
| 2011 | Gruppo I, Play-out            | 5 febbraio   | Buenos Aires (ARG)    | Messico    | 2 – 1     | Vittoria  |
| 2012 | Gruppo I, Fase a gironi       | 30 gennaio   | Curitiba (BRA)        | Bolivia    | 3 – 0     | Vittoria  |
| 2012 | Gruppo I, Fase a gironi       | 31 gennaio   | Curitiba (BRA)        | Brasile    | 2 – 1     | Vittoria  |
| 2012 | Gruppo I, Fase a gironi       | 1º febbraio  | Curitiba (BRA)        | Colombia   | 1 – 2     | Sconfitta |
| 2012 | Gruppo I, Fase a gironi       | 2 febbraio   | Curitiba (BRA)        | Venezuela  | 2 – 1     | Vittoria  |
| 2012 | Gruppo I, Playoff 3º-4º posto | 4 febbraio   | Curitiba (BRA)        | Canada     | 2 – 0     | Vittoria  |
| 2013 | Gruppo I, Fase a gironi       | 6 febbraio   | Medellín (COL)        | Messico    | 2 – 1     | Vittoria  |
| 2013 | Gruppo I, Fase a gironi       | 7 febbraio   | Medellín (COL)        | Cile       | 3 – 0     | Vittoria  |
| 2013 | Gruppo I, Fase a gironi       | 8 febbraio   | Medellín (COL)        | Brasile    | 0 – 2     | Sconfitta |
| 2013 | Gruppo I, Playoff 3º-4º posto | 9 febbraio   | Medellín (COL)        | Colombia   | 2 – 1     | Vittoria  |
| 2014 | Gruppo I, Fase a gironi       | 6 febbraio   | Lambaré (PRY)         | Messico    | 3 – 0     | Vittoria  |
| 2014 | Gruppo I, Fase a gironi       | 7 febbraio   | Lambaré (PRY)         | Venezuela  | 2 – 0     | Vittoria  |
| 2014 | Gruppo I, Playoff             | 8 febbraio   | Lambaré (PRY)         | Brasile    | 0 – 2     | Sconfitta |
| 2015 | Gruppo I, Fase a gironi       | 4 febbraio   | San Luis Potosí (MEX) | Bolivia    | 3 – 0     | Vittoria  |
| 2015 | Gruppo I, Fase a gironi       | 5 febbraio   | San Luis Potosí (MEX) | Messico    | 2 – 1     | Vittoria  |
| 2015 | Gruppo I, Fase a gironi       | 6 febbraio   | San Luis Potosí (MEX) | Venezuela  | 3 – 0     | Vittoria  |
| 2015 | Gruppo I, Playoff             | 7 febbraio   | San Luis Potosí (MEX) | Brasile    | 2 – 1     | Vittoria  |
| 2015 | Spareggi Gruppo Mondiale II   | 18-19 aprile | Novi Sad (SRB)        | Serbia     | 1 – 4     | Sconfitta |